# Tomoyoshi Tsurumi
Tomoyoshi Tsurumi (鶴見 智美?, Tsurumi Tomoyoshi; Prefettura di Yamanashi, 12 ottobre 1979) è un ex calciatore giapponese, di ruolo centrocampista.